# John F. Kennedy Space Center
28°35′06″N 80°39′00″V / 28.585°N 80.650°V
John F. Kennedy Space Center er NASAs affyringskompleks ved Cape Canaveral på Merrit Island i Florida. Centeret dækker et område på 567 km² og ligger lige ved siden af Cape Canaveral Air Force Station, som er luftvåbnets tilsvarende facilitet.
Oprindeligt hed centeret Launch Operations Center, i 1963 blev centeret omdøbt og opkaldt efter USA's afdøde præsident John F. Kennedy.
Området har været brugt af militæret siden 1949, hvor det i første omgang blev brugt til at teste missiler. Efter at NASA blev stiftet i 1958 blev området lavet om til et affyringskompleks. Med starten på rumprogrammet i 1962 blev området udvidet kraftigt og det var da også herfra at de berømte Apollo missioner til Månen blev opsendt.
I dag fungerer centeret som rumhavn for rumfærgerne.

## Naturreservat
Ved Kennedy Space Center ligger et stort naturreservat. Reservatet har et areal på cirka 550 kvadratkilometer og der findes mere end 311 arter på området. 

## VAB-samlehallen (Vehicle Assembly Building)
Bygningen er 160 meter høj, 218 meter lang og 158 meter bred, den benyttes til at klargøre rumfartøjerne inden de bliver tranporteret til en affyringsrampe. Konstruktionen af bygningen begyndte i 1963 og blev opført i 1965.

## Affyringsrampe 39A og 39B
LC (Launch Complex) 39A og 39B er de største affyringsramper i USA. Ramperne blev opført i 1963 og var klar til brug i 1968, rampe 39A blev opført først.
Ramperne blev bygget til Apollo-programmet og senere overtaget af rumfærge-programmet og skal efterhånden ombygges til NASA's fremtidige rumfartøjer, Ares og Orion.  Rumfartøjerne transporteres ovenpå Mobile Launcher Platform der har udskæringer til raketflammerne. Transporten sker ved hjælp af store bæltekøretøjer (Crawler-Transporter), der kaldes "Hans" og "Franz" for at minde om de tyske raketingeniører der hjalp NASA til Månen. Vejen fra VAB til ramperne er en 2×12 m bred Crawlerway der kan bære den samlede vægt på 7.700 tons. Afstanden til LC 39A er 5,5 km og 6,8 km til LC 39B. Hastigheden er 1,6 km/t og bæltekøretøjerne returnerer længe før opsendelsen.
Rampe 39A og 39B er 2,7 km fra hinanden og er ens opbygget. Fundamentet er fremstillet af 52.000 m3 beton og har en rampe med en 5% stigning. Flammegrave under rumfærgens raketmotorer og faststofraketterne samles i en fælles 137 m lang flammegrav. Et vandtårn med 1,135 millioner liter vand bruges til at beskytte rampen mod temperatur- og infralydpåvirkninger. Et 105,7 m højt servicetårn FSS (Fixed Service Structure) giver adgang til rumfærgen under nedtællingen. FSS sad oprindeligt fastmonteret på Mobile Launcher Platform i apollodagene men blev boltet fast til rampen ved ombygningen. En 57,6 m høj RSS (Rotating Service Structure) sidder hængslet til FSS og kan svinge 120° indtil den slutter tæt om rumfærgens lastrum. RSS indeholder et støvfrit rum (Payload Changeout Room) og her kan nyttelast monteres i lodret stilling eller småreparationer udføres.
En 20 m lang Orbiter Access Arm (OOA) anbringer et lille støvfrit rum udfor rumfærgens adgangsluge. Astronauter og jordpersonel kan derved få adgang til rumfærgens kabine og cockpit indtil 7 minutter før opsendelsen. I nødsituationer kan armen svinges på plads på 15 sekunder. Syv 365 m lange wirer er spændt ud fra servicetårnet og ned til jorden. På hver wire er der en kurv med plads til tre personer. Disse kurve kan evakuere affyringsrampen og kort før jorden standses de af store net. Derefter kan folkene løbe ned i en bunker eller køre bort i flammesikre M113-køretøjer.
I forbindelse med affyringsrampen er der to store termokander med henholdsvis 3,4 mio. liter flydende ilt (−183 °C.) og 3,2 mio. liter flydende brint (−253 °C.). Diverse rør og slanger (kaldet navlestrenge) forsyner rumfærgen og dens tank med ilt, brint, kvælstof, hydrazin, N2O4, elektrisk strøm og telemetri. Andre slanger fjerner kogende ilt og brint for at undgå isdannelse og brandfare. T=0 frigøres navlestrengene og kontravægte fjerner dem fra rumfærgen så de ikke beskadiger den.
I tilfælde af haglvejr eller skybrud vil metalplader fra FSS og RSS mødes og dække rumfærgens vinger, hale og krop. Et oppusteligt telt vil dække rumfærgens næse. Da rumfærgens varmeisolerende kakler er ret skrøbelige, er det vigtigt at beskytte dem.
Tankens skumisolering er også skrøbelig, men det vurderes ikke at skulle beskyttes i samme grad. Ved stormvarsel køres rumfærgen tilbage til VAB.

## Kontrolcenter og landingsbane
Kun ved opsendelser foregår kontrollen i centerets eget kontrolrum , når rumfartøjerne er opsendt overgår kontrollen til Johnson Space kontrolcenter i Houston.
Rumfærgerne lander på Shuttle Landing Facility, der er landingsbane 15/33 på 4.572 m. Kennedy Space Center er det fortrukne landingssted for rumfærgerne da NASA derved undgår en dyr hjemflyvning på ryggen af Shuttle Carrier Aircraft (jumbojet).
Forskellige NASA-fly anvender også landingsbanen – Grumman Gulfstream II Shuttle Training Aircraft rumfærgesimulatorfly, Vomit Comet, Northrop T-38 Talon ledsagefly og Shuttle Carrier Aircraft der har en Mate-Demate Device for enden af landingsbanen til afmontering af rumfærgen.

## Publikumsfaciliteter
For at stille publikums nysgerrighed er udstillings- og besøgscentret Kennedy Space Center Visitor Complex oprettet.

## Galleri
- Præsident Kennedy holder tale i 1961 om at USA skal til månen indenfor et årti
- Apollo 11 på vej til månen i 1969 fra Kennedy Space Center
- Opsendelses kontrolcenteret på Kennedy Space Center
- "Højstol" til de små Saturn IB-raketter 1973-75
- Columbias sidste køretur på 5,5 km til rampe 39A.
- Nedtælling til opsendelse
- En rumfærge køres fra Vehicle Assembly Building til rampe 39A
- Fremtidig rampe 39B ombygget til Ares I
- Opsendelse af rumfærgen Atlantis i 2010 med en F-15 i forgrunden